# Dopage (semi-conducteur)
Pour les articles homonymes, voir Dopage (homonymie).
Dans le domaine des semi-conducteurs, le dopage est l'action d'ajouter des impuretés en petites quantités à une substance pure afin de modifier ses propriétés de conductivité.
Les propriétés des semi-conducteurs sont en grande partie régies par la quantité de porteurs de charge qu'ils contiennent. Ces porteurs sont les électrons ou les trous. Le dopage d'un matériau consiste à introduire, dans sa matrice, des atomes d'un autre matériau. Ces atomes vont se substituer à certains atomes initiaux et ainsi introduire davantage d'électrons ou de trous.
Les atomes de matériau dopant sont également appelés impuretés, et sont en phase diluée : leur concentration reste négligeable devant celle des atomes du matériau initial.

## Conduction dans les semi-conducteurs
Un semi-conducteur est un solide cristallin dont les propriétés de conduction électrique sont déterminées par deux bandes d'énergie particulières : d'une part, la bande de valence, qui correspond aux électrons impliqués dans les liaisons covalentes ; d'autre part, la bande de conduction, comprenant les électrons dans un état excité, qui peuvent se déplacer dans le cristal.
Ces deux bandes sont séparées par un gap, une bande interdite que les électrons ne peuvent franchir que grâce à une excitation extérieure (par exemple, l'absorption d'un photon). La bande interdite correspond à une barrière d'énergie, dont l'ordre de grandeur est l'électron-volt.
Les électrons présents dans la bande de conduction permettent la conduction du courant. La conduction du courant peut être considérée de façon tout à fait équivalente en termes de trous d'électron se déplaçant dans la bande de valence. La densité d'électrons (concentration par unité de volume) est notée n, celle des trous p.
Dans un semi-conducteur intrinsèque, ou pur, il n'y a aucun atome dopant. Tous les électrons présents dans la bande de conduction proviennent donc de la bande de valence. Il y a donc autant d'électrons que de trous : {\displaystyle n=p=n_{i}} ; {\displaystyle n_{i}} est la concentration intrinsèque. Tout dopage sert à modifier cet équilibre entre les électrons et les trous, pour favoriser la conduction électrique par l'un des deux types de porteurs.
Par exemple, pour le silicium à la température de 300 K, {\displaystyle n_{i}=} 1,45 × 1010 électrons/cm3.
On a toujours la loi d'action de masse : {\displaystyle {\bar {p}}\,{\bar {n}}=n_{i}^{2}}

## Dopage de typeNet de typeP
Le dopage est réalisé par l'introduction d'impuretés dans le cristal d'un semi-conducteur dans le but d'augmenter le nombre de porteurs libres. Cette insertion est réalisée par diffusion ou par transmutation.
Il existe deux types de dopage :
- le dopage de type N, qui consiste à insérer des atomes de type donneur d'électrons afin d'obtenir une plus forte densité d'électrons libres, qui sont négativement chargés ;
- le dopage de type P, qui consiste à insérer des atomes de type accepteur d'électrons afin d'obtenir une plus faible densité d'électrons libres, donc un excès de trous, considérés comme positivement chargés.

Il est possible de réaliser les deux types de dopage qui peuvent alors se compenser partiellement ou totalement. Dans ce dernier cas, on obtient un semi-conducteur dit intrinsèque par compensation ou plus simplement un semi-conducteur compensé. L'intérêt est d'obtenir un semi-conducteur ayant une plus grande conductivité électrique.
Les schémas suivants présentent des exemples de dopage du silicium respectivement par du phosphore (dopage N) et du bore (dopage P). Dans le cas du phosphore (à gauche), un électron supplémentaire est amené. Dans le cas du bore (à droite), il manque un électron ; c'est donc un trou d'électron qui est amené.
| Dopage de type N | Dopage de type P |

## Atomes donneurs et accepteurs
L'atome d'impureté provoque des effets qui dépendent de la colonne qu'il occupe dans la classification périodique de Mendeleïev, par rapport à la colonne de l'atome qu'il remplace.
- Si l'atome dopant appartient à la même colonne que l'atome qu'il remplace, ils sont isovalents (ou isoélectriques). Les électrons de valence de l'atome d'impureté remplacent exactement les électrons de l'atome initial. Les propriétés de conduction électrique du matériau ne sont pas modifiées.
- Si l'atome dopant appartient à la colonne précédente, il manque alors un électron périphérique pour rétablir l'ensemble des liaisons covalentes initiales. Il apparaît alors une carence en électron, autrement dit un trou. L'atome inséré est dit accepteur (d'électron), car il est capable de recevoir un électron supplémentaire, provenant de la bande de valence. C'est un dopage P.
- Si l'atome dopant appartient à la colonne suivante, il possède un électron supplémentaire par rapport à l'atome initial. Les liaisons covalentes initiales sont restaurées, mais un des électrons n'est pas utilisé dans ces liaisons. Il est donc sur un état libre du système. L'atome inséré est dit donneur (d'électron). C'est un dopage N.

Un même atome dopant peut être à la fois donneur et accepteur : il est alors dit amphotère. C'est par exemple le cas du silicium (Si, colonne IV), qui est un dopant de l'arséniure de gallium (GaAs) : si le Si se met en substitution d'un atome de gallium (colonne III), il est donneur d'électron. S'il est en substitution d'un atome d'arsenic (colonne V), il est accepteur.
Si l'énergie d'ionisation {\displaystyle \Delta E} est inférieure à l'énergie thermique ambiante {\displaystyle kT} (où {\displaystyle k} est la constante de Boltzmann et {\displaystyle T} la température), alors les atomes d'impuretés sont ionisés à température ambiante.

## Modification de la structure enbandes d'énergie
Le dopage provoque l'apparition de nouveaux niveaux accepteurs et donneurs d'électrons dans la structure de bande du matériau dopé. Ces niveaux apparaissent dans le gap, entre la bande de conduction et la bande de valence.
Lors d'un dopage N (schéma de gauche), l'introduction d'atomes donneurs d'électrons entraîne l'apparition d'un niveau d'énergie situé juste sous la bande de conduction. Ainsi, l'énergie nécessaire pour que les électrons passent dans la bande de conduction est bien plus facilement atteinte que dans un semiconducteur intrinsèque.
Lors d'un dopage P (schéma de droite), l'introduction d'atomes accepteurs d'électrons entraîne, de manière analogue, l'apparition d'un pseudo niveau situé au-dessus de la bande de valence. L'énergie à fournir aux électrons de valence pour passer sur ce niveau accepteur est faible, et le départ des électrons entraîne l'apparition de trous dans la bande de valence.
| Dopage N | Dopage P |

## Technologies de dopage dans lamicro-électronique
Il existe plusieurs méthodes pour effectuer le dopage d'un matériau :
- le dopage par diffusion ;
- le dopage par implantation ionique ;
- le dopage par transmutation nucléaire ;
- le dopage par technique laser.

Remarquons qu'actuellement (2018), l'impression 3D ne peut pas imprimer de semi-conducteur dopé.

### Dopage pardiffusion
Le dopage par diffusion est réalisé dans un four. Le dopant peut être obtenu à partir :
- d'une source solide : l'échantillon à doper est placé dans le four en face d'un composé solide contenant le dopant. L'atome dopant est alors transporté jusqu'à l'échantillon par un gaz vecteur inerte, à partir du composé solide qui se sublime. Exemple : P2O5 (dopage N du Silicium).
- d'une source liquide : le gaz vecteur barbote dans le liquide ou frôle sa surface à une température choisie. La pression partielle du composé dans le gaz est égale à la tension de vapeur du liquide. Exemple : POCl3 (dopage N du Silicium).
- d'une source gazeuse : le gaz contenant l'espèce dopante est introduit dans le four. Exemples : PH3 (dopage N du Silicium), B2H6 (dopage P du Silicium), AsH3 (dopage N du Silicium).

Le dopage a lieu à une température comprise entre 850 °C et 1 150 °C, afin de permettre la diffusion des espèces dopantes dans le matériau(échantillon à doper).

### Dopage parimplantation ionique
Le dopage par implantation ionique consiste à accélérer des impuretés ionisées avec un champ électrique, afin de leur conférer l'énergie nécessaire pour rentrer dans le matériau à doper. Cette méthode permet d'utiliser une grande variété d'éléments dopants. Le faisceau mono-énergétique et la chambre sous vide rendent possible une grande reproductibilité et des dopages localisés.
Plus un ion est accéléré, plus son énergie cinétique est grande, et donc plus il s'enfoncera profondément dans le réseau cristallin du substrat que l'on dope. Ainsi, en contrôlant la dose et l'énergie, on détermine le profil de dopage.
L'un des inconvénients du dopage par implantation ionique est le fort désordre cristallin engendré par les chocs entre les ions incidents et les atomes du matériau. Cela engendre des défauts qui augmentent les probabilités de collision, et diminuent la mobilité des porteurs de charge.

### Dopage partransmutation
Le dopage par transmutation est réalisé dans un réacteur nucléaire expérimental.
Le dopant est obtenu par réaction de capture d'un neutron par l'isotope 30Si (présent à environ 3 % dans le silicium). L'isotope 31Si ainsi créé décroit ensuite vers le 31P par radioactivité β-. Un atome dopant de Phosphore (dopage "N") est ainsi introduit de façon très précise dans le réseau cristallin et assure ainsi une homogénéité inégalée.
Les semi-conducteurs ainsi créés sont employés dans les applications d'électronique de puissance notamment les commandes de moteurs électriques de tramway, de TGV ou encore de voitures électriques/hybrides.

### Dopage par techniquelaser
Le dopant est apporté par un gaz précurseur chimisorbé préalablement par le silicium. Un laser à excimère induit un cycle de fusion/solidification très rapide (de l'ordre de 10−8 s) durant lequel le dopant est diffusé dans la phase liquide. La vitesse de diffusion du dopant étant très rapide en phase liquide et négligeable en phase solide, la répétition de ce processus permet d'obtenir une densité de dopants supérieure aux limites de solubilité obtenues avec les techniques classiques.

## Applications du dopage

### Modulation des concentrations de porteurs
Le dopage de substrats semi-conducteurs permet de moduler leur conductivité électrique sur une large gamme. Ainsi, des semi-conducteurs fortement dopés (appelés N++ et P++) ont une conductivité proche de celle des métaux. Ces zones fortement dopées sont notamment rencontrées lorsque l'on souhaite réaliser des contacts ohmiques.

### Dispositifs et composants
Le dopage des semi-conducteurs intervient dans la réalisation de quasiment tous les composants électroniques : diodes, transistors, circuits intégrés.

### Domaines englobants
- Semi-conducteur
- Physique du solide
- Électronique
- Fabrication des dispositifs à semi-conducteurs

### Domaines connexes
- Circuits semi-conducteurs
  - Transistors
  - Diodes
  - Microprocesseurs

- Matériaux semi-conducteurs
  - Nitrure de bore
  - Diamant
  - Arséniure de gallium
  - Arséniure de gallium-aluminium
  - Germanium
  - Phosphure d'indium
  - Silicium
  - Silicium-germanium
- Semi-conducteur à large bande
- Spintronique

### Concepts
- Bande de valence
- Bande de conduction
- Bande d'énergie
- Trou